# Kram (Han Pijesak)
Pour les articles homonymes, voir Kram.
Kram (en serbe cyrillique : Крам) est un village de Bosnie-Herzégovine. Il est situé dans la municipalité de Han Pijesak et dans la république serbe de Bosnie. Selon les premiers résultats du recensement bosnien de 2013, il compte 69 habitants.

## Démographie

### Répartition de la population par nationalités (1991)
En 1991, le village comptait 102 habitants, répartis de la manière suivante :